# Mateo José Molina
Mateo José Molina fue un médico porteño que se desempeñó como gobernador y capitán general interino de la provincia de Jujuy. Participó desde su profesión en las guerras civiles argentinas y tuvo un destacado papel en el auxilio a los damnificados en el terremoto de Mendoza de 1861 y en las epidemias que asolaron Buenos Aires en 1867 y 1871.

## Biografía
Mateo José Molina nació en la ciudad de Buenos Aires el 21 de septiembre de 1811, hijo de Manuel de Molina y de Cayetana Álvarez.
El 22 de julio de 1833 se graduó de doctor en medicina, dedicándose al ejercicio de su profesión en Buenos Aires, Mercedes, Córdoba y Potosí. Se sumó como cirujano mayor al ejército de Juan Lavalle, lo que le valió que el gobierno de Juan Manuel de Rosas dispusiera la confiscación de sus bienes.
Tras acompañar a las fuerzas unitarias de Lavalle en la campaña de Quebracho Herrado y a las de Gregorio Aráoz de Lamadrid en la de Rodeo del Medio debió exiliarse en Chile.
Volvió a incorporarse al ejército de Lavalle en la campaña que culminaría con la muerte del general unitario en Jujuy en 1841. Molina integró el destacamento que huyó a Bolivia custodiando los restos de Lavalle para evitar fueran profanados por sus enemigos. Fue Molina quien debió descarnarlos cuando entraron en descomposición.
En 1842 íntegró la comisión de argentinos exiliados que traslado los restos de su comandante desde la catedral de Potosí a Valparaíso, Chile.
Ejerció su profesión en Potosí hasta que pudo regresar a su patria radicándose en la provincia de Jujuy. 
El 4 de marzo de 1852 llegó a San Salvador de Jujuy la noticia de la derrota de Juan Manuel de Rosas en la batalla de Caseros. El gobernador federal José Mariano Iturbe, quien el año anterior había depuesto al gobernador José López Villar, anunció que se sumaría a la firma del Acuerdo de San Nicolás, pero una serie de revueltas menores provocaron su renuncia, conformándose una Asamblea Popular para elegir a su sucesor presidida por el doctor Mateo José Molina.
La Asamblea designó como nuevo gobernador al doctor José Benito de la Bárcena, quien se encontraba ausente en su finca de Volcán. Molina fue designado gobernador interino hasta que Bárcena asumiera el cargo. En tal carácter, Molina envió una nota al nuevo gobernador informándolo de la caída de Rosas y de su designación.
En 1853 ejerció como médico en Jujuy pero pasó luego a la provincia de Córdoba donde en 1855 fue designado por el gobernador Roque Ferreyra para, en comisión con el doctor Luis Warcalde y Gregorio Ortiz informaran acerca de la situación de los hospitales en la provincia. Actuó también como médico del Colegio de Huérfanos del Convento de Santa Catalina y del Hospital de San Roque, integrando la comisión administrativa y directiva del hospital.
En 1861 pasó a la provincia de Mendoza con el médico Justiniano Posse y el farmacéutico Aurelio Piñero para auxiliar a las víctimas del terremoto que asoló la provincia el 20 de marzo de ese año causando la muerte de entre 6.000 y 10.000 personas, entre una población estimada entre 18.000 y 20.000 vecinos, estando afectados al sector de San Vicente.
Al regresar a Córdoba encontró la provincia intervenida por el presidente Santiago Derqui y ante el conflicto con el Estado de Buenos Aires, Molina fue desterrado por sus posiciones políticas, pasando a Buenos Aires donde fue incorporado como cirujano mayor del ejército rebelde.
A las órdenes de Bartolomé Mitre intervino en la campaña de Pavón en 1862. Permaneció en la ciudad de Buenos Aires y tuvo desde su profesión un destacado papel durante la epidemia de cólera (1867) y en la de Fiebre amarilla en Buenos Aires (1871).
Regresó en 1878 a Córdoba, donde falleció ese mismo año. Estaba casado con Robustiana López Osorno, prima de Juan Manuel de Rosas.
Una escuela pública de La Falda lleva su nombre.
Su hermano Manuel Cayetano Molina se graduó también de médico en 1831 y tras participar en la campaña de Rosas al desierto de 1833, se radicó como médico de policía en San Nicolás de los Arroyos. En 1841 también sufrió confiscación de sus bienes y fue detenido en Santos Lugares. Murió el 15 de diciembre de 1852 como consecuencia de una explosión del depósito de pólvora, ubicado al lado de la Iglesia de San Nicolás de los Arroyos.